# Бад-Вёрисхофен
Бад-Вёрисхофен (нем. Bad Wörishofen) — курортный город в Германии, в земле Бавария. Известен благодаря водолечению, разработанному Себастьяном Кнейппом (1821—1897), католическим священником, прожившим здесь 42 года. Многие курортные отели и пансионаты в Бад-Вёрисхофене предлагают своим гостям лечение по методам Кнейппа.
Подчинён административному округу Швабия. Входит в состав района Нижний Алльгой. Население составляет 14 105 человек (на 31 декабря 2010 года). Занимает площадь 57,80 км². Официальный код — 09 7 78 116.
Город подразделяется на 5 городских районов.

## Фотографии

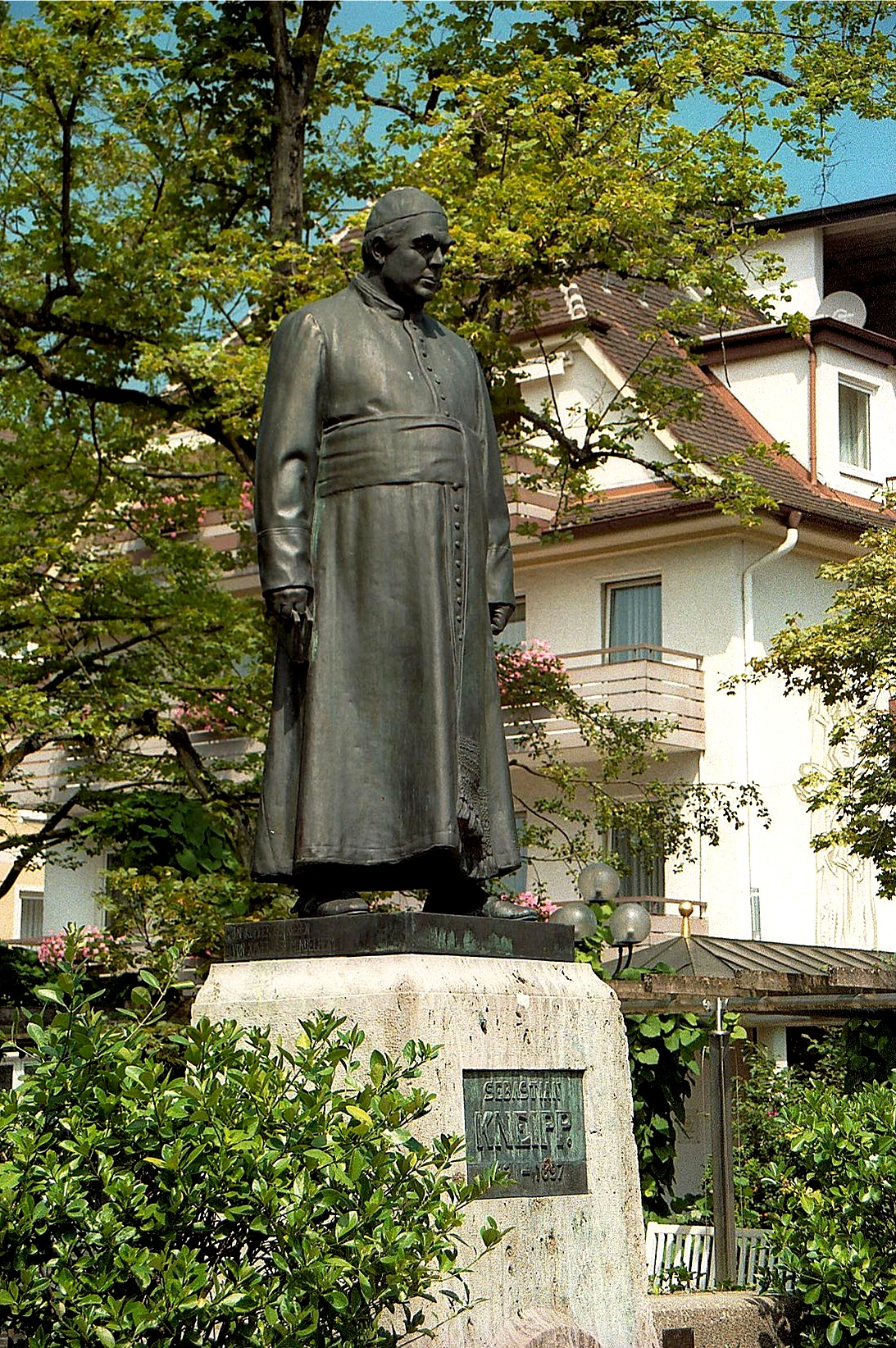
Памятник Кнейппу
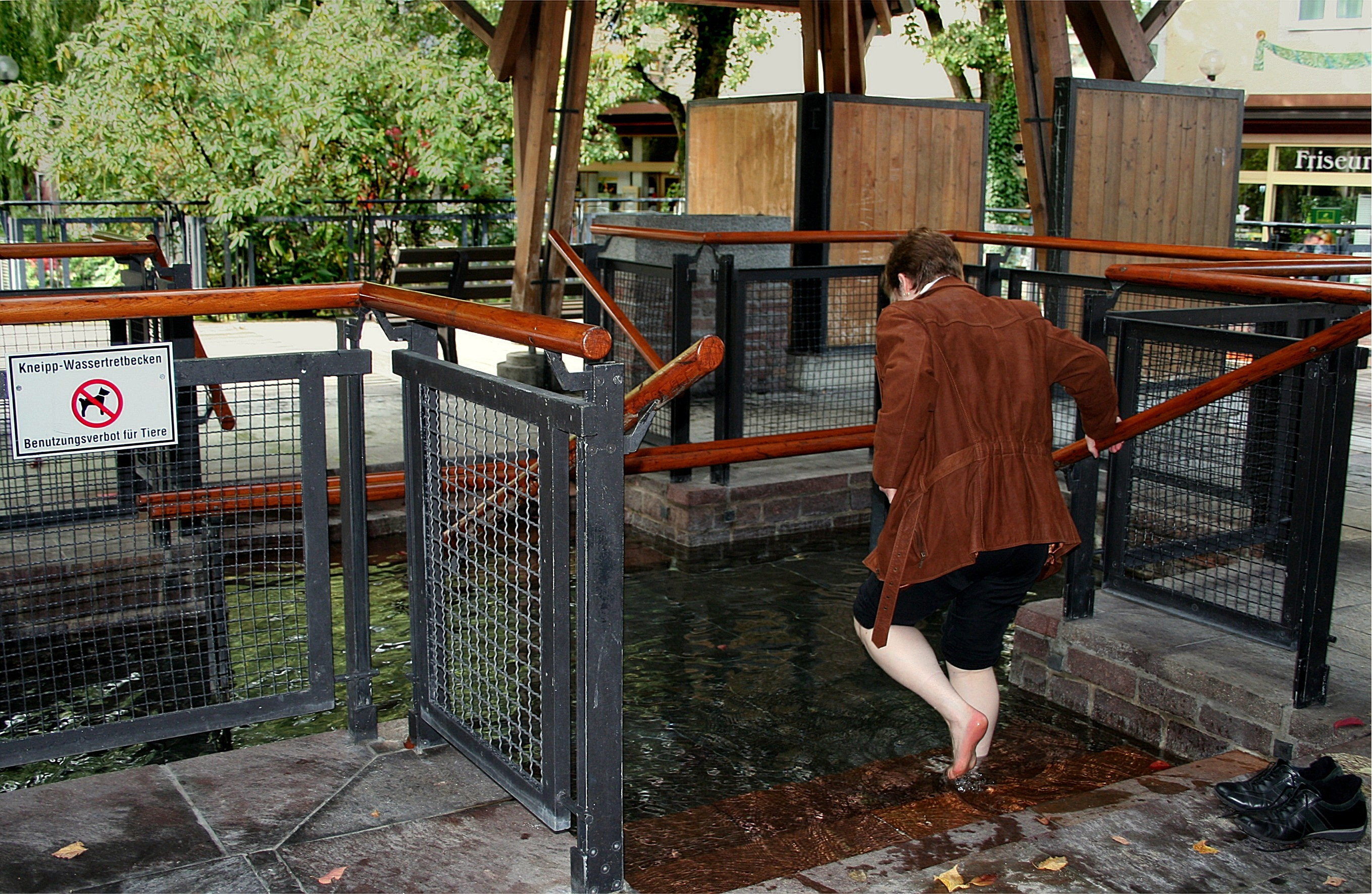
Бассейн с проточной водой
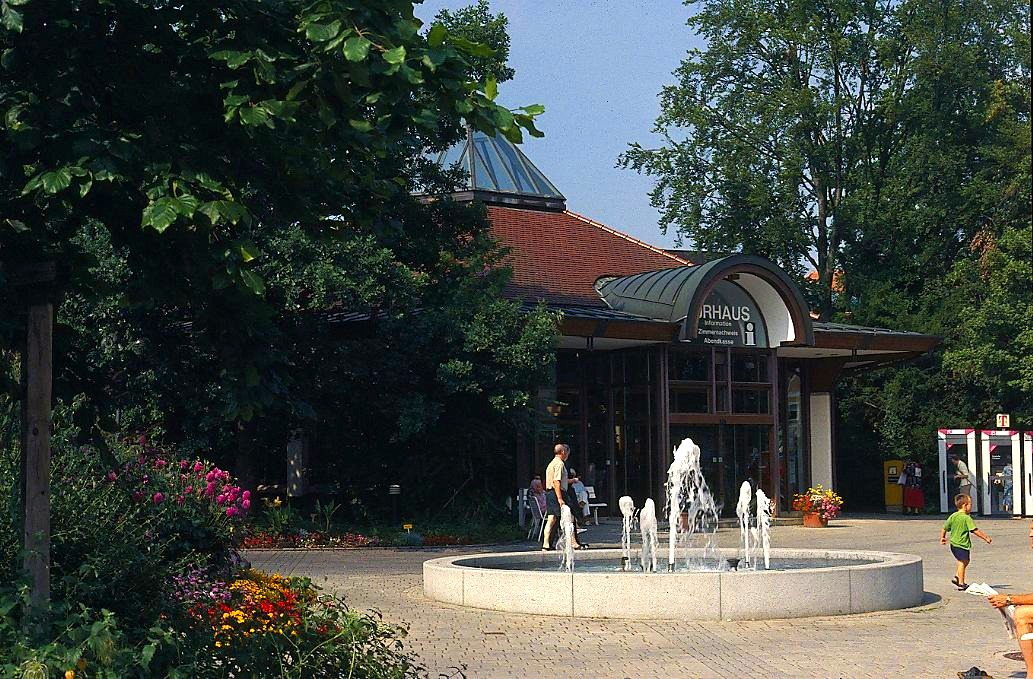
Вход в Курхаус
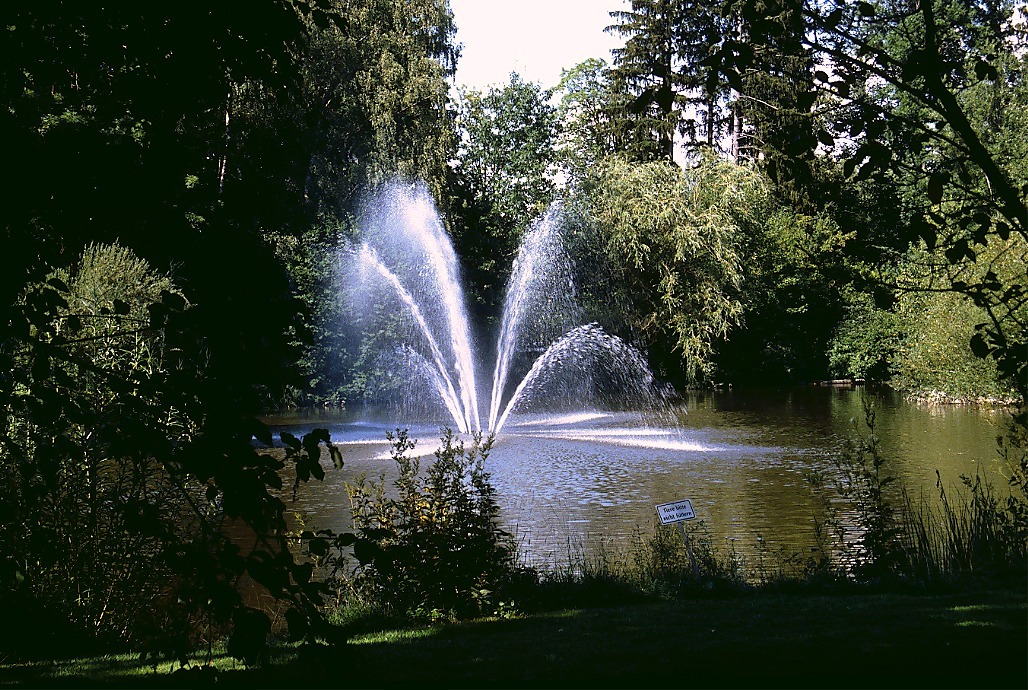
Курортный парк

## Достопримечательности
- Монастырь Вёрисхофен
- Церковь Святого Стефана в районе Кирхдорф
- Часовня Святого Христофора в районе Франкенхофен